# Адлігенсвіль
Адлігенсвіль (нім. Adligenswil) — громада  в Швейцарії в кантоні Люцерн, виборчий округ Люцерн-Ланд.

## Географія
Громада розташована на відстані близько 75 км на схід від Берна, 5 км на північний схід від Люцерна.
Адлігенсвіль має площу 7 км², з яких на 23,5% дозволяється будівництво (житлове та будівництво доріг), 50,9% використовуються в сільськогосподарських цілях, 23,6% зайнято лісами, 2% не є продуктивними (річки, льодовики або гори).

## Демографія
2019 року в громаді мешкало 5460 осіб (-0,6% порівняно з 2010 роком), іноземців було 11%. Густота населення становила 781 осіб/км².
За віковим діапазоном населення розподілялося таким чином: 21,7% — особи молодші 20 років, 55,1% — особи у віці 20—64 років, 23,3% — особи у віці 65 років та старші. Було 2254 помешкань (у середньому 2,4 особи в помешканні).
Із загальної кількості 1559 працюючих 64 було зайнятих в первинному секторі, 321 — в обробній промисловості, 1174 — в галузі послуг.